# Japaratuba (microregio)
Japaratuba is een van de 13 microregio's van de Braziliaanse deelstaat Sergipe. Zij ligt in de mesoregio Leste Sergipano en grenst aan de microregio's Aracaju, Baixo Cotinguiba, Cotinguiba, Nossa Senhora das Dores en Propriá. De microregio heeft een oppervlakte van ca. 1.465 km². In 2006 werd het inwoneraantal geschat op 53.914.
Vijf gemeenten behoren tot deze microregio:
- Japaratuba
- Japoatã
- Pacatuba
- Pirambu
- São Francisco

Mesoregio's: Agreste Sergipano · Leste Sergipano · Sertão Sergipano

Microregio's: Agreste de Itabaiana · Agreste de Lagarto · Aracaju · Baixo Cotinguiba · Boquim · Carira · Cotinguiba · Estância · Japaratuba · Nossa Senhora das Dores · Propriá · Tobias Barreto · Sergipana do Sertão do São Francisco